# مايك فورد (لاعب دوري الرغبي)
مايك فورد (بالإنجليزية: Mike Ford)‏ هو لاعب دوري الرغبي أسترالي، ولد في 18 نوفمبر 1965 في أولدم في المملكة المتحدة.